# Elbigenalp
Elbigenalp è un comune austriaco di 886 abitanti nel distretto di Reutte in Tirolo. Stazione sciistica, ha ospitato tra l'altro tappe della Coppa Europa di sci alpino.